# نجيل ترانسفالي
نجيل ترانسفالي (الاسم العلمي:Cynodon transvaalensis) هو نوع من النباتات يتبع جنس النجيل من الفصيلة النجيلية.